# Кріс Чібнолл
Кріс Чібнолл
(21 березня 1970 , Ланкашир ) — англійський телевізійний сценарист. Найкраще відомий за роботою над фантастичним телесеріалом Торчвуд детективним телесеріалом кнаналу ITV Бродчорч. 22 січня 2016 було оголошено, що він стане новим шоуранером та виконавчим продюсером культового телесеріалу Доктор Хто у 2018.

## Життєпис
Чібнолл народився у Формбі, Мерсісайд, та вивчав драматургію в Університеті Святої Марії у Твікенгемі, пізніше здобув ступінь магістра театрального і кіномистецтва в Університеті Шеффілда. На початку кар'єри працював футбольним архівістом на каналі Sky Sports. У 1996—1999 роках працював адміністратором в експериментальному театрі компанії Complicite, (де зустрів свою дружину Меделін) і вже після цього почав займатися письменництвом на постійній основі.

## Театральні сценарії
Перша коротка постановка за сценарієм Чібнолла відбулася у 1988 році в рамках Фестивалю молодих сценаристів Контактного театру; режисером її виступив Лоуренс Тілл. Під час навчання у коледжі він написав дві п'єси: Жертви та Тепер ми вільні, які були поставлені на Единбурзькому фестивалі режисером Едвардом Льюїсом.

## Телевізійні сценарії
Чібнолл був єдиним сценаристом, окрім безпосередньо творців серіалу, який написав сценарії для обох сезонів телесеріалу Життя на Марсі (2006–07). Він був частиною виробничої команди, яка отримала у 2007 році за цей серіал премію БАФТА.
Протягом 2005 року Чібнолл займався розробкою фентезійного телесеріалу про міфічного чарівника Мерліна для сімейного суботнього слоту на каналі BBC One. Попри те, що декілька сценаріїв було написано, керівник відділу драми BBC Джейн Трантер не дала дозволу на старт проекту. Втім, пізніше його таки було реалізовано вже без участі Чібнолла як серіал Мерлін (2008—2012).
У 2007 році Дік Вульф та Kudos Film and Television обрали Чібнолла на посаду шоуранера телесеріалу ITV1 Закон і порядок: Британія, поліцейська драма на основі оригінального американського телесеріалу. Чібнолл був головним сценаристом та виконавчим продюсером, написавши шість із тринадцяти сценаріїв для першого сезону. ITV замовила другий сезон із 13 епізодів, але Чібнолл вирішив залишити серіал, щоб зосередитися на інших проектах.
Найсвіжіша драма Чібнолла — детективний телесеріал каналу ITV Бродчорч, у якому знялися Девід Теннант та Олівія Колман, був добре сприйнятий критиками та глядачами. Серіал розповідає історію розслідування убивства хлопця у невеликому містечку. Перший епізод вийшов у березні 2013 року. У серіалі також знялися Джоді Віттакер, Артур Дервіл та Девід Бредлі. Фінал сезону подивилося майже 9 мільйонів людей. Шоу одразу ж було поновлене на другий сезон зйомки якого закінчились у жовтні 2014. Третій сезон, який вийшов у 2017 році, став останнім.

### Доктор Хто
Чібнолл — давній фанат телесеріалу Доктор Хто. Він брав участь у програмі Open Air на BBC у 1986, де критикував рівень серіалу на той момент.
У 2005 році Чібнолл став головним сценаристом та співпродюсером телесеріалу Торчвуд, спін-офу Доктора Хто, прем'єра якого відбулася на каналі BBC Three у жовтні 2006. Серіал здобув звання «Найкращої нової драми» за версією TV Quick Awards, а також отримав премію БАФТА Уельс у номінації «Найкращий драматичний серіал». Також серіал було номіновано на премії Г'юго та Сатурн. Чібнолл написав вісім епізодів протягом перших двох сезонів, у тому числі перші та останні серії кожного сезону.
Працюючи над Торчвудом, Чібнолл також написав сценарій для епізоду третього сезону Доктора Хто «42».
Він повернувся до Доктора Хто у 2010 році, написавши двосерійну історію п'ятого сезону «Голодна Земля» / «Холодна кров», у якій вперше в історії відновленого серіалу з'явилися Силуріанці. Пізніше Чібнолл написав другий і четвертий епізоди сьомого сезону — «Динозаври на космічному кораблі» та «Сила трьох», а також короткометражну серію Життя Пондів.
У січні 2016 BBC оголосили, що Чібнолл замінить Стівена Моффата на посаді виконавчого продюсера Доктора Хто та стане головним сценаристом у 2018. Його дебют у цій позиції припаде на 11 сезон відновленого серіалу. Разом із ним виконавчим продюсером буде Метт Стревенс, який раніше працював над Пригодою у просторі та часі. Після того, як було оголошено, що Тринадцятого Доктора гратиме Джоді Віттакер, він заявив, що завжди хотів, щоб цю роль виконала жінка, і Віттакер була його пріоритетним вибором.

## Обрані роботи
| Серіал                     | Примітки | Телеканал              |
| -------------------------- | --- | ---------------------- |
| Життя на Марсі             | - Сезон 1, епізод 7 (2006) - Сезон 2, епізод 2 (2007) | BBC One                |
| Торчвуд                    | - «День перший» (2006) - «Кібержінка» (2006) - «Сільська місцевість» (2006) - «Кінець днів» (2007) - «Чмок-чмок, піф-паф» (2008) - «З течією» (2008) - «Фрагменти» (2008) - «Наскрізні рани» (2008)                                                                                    | BBC Two/BBC Three      |
| Доктор Хто                 | 5 епізодів, 6 міні-епізодів (2007—2012): - «42» (2007) - «Голодна Земля» / «Холодна кров» (2010) - Життя Пондів (міні-епізоди, 2012) - «Динозаври на космічному кораблі» (2012) - «Сила трьох» (2012) - P.S. (міні-епізод, 2012)                                                       | BBC One/BBC Red Button |
| Закон і порядок: Британія  | - «Care» (2009; засноване на «Cradle to Grave») - «Vice» (2009; засноване на «Working Mom») - «Unsafe» (2009; засноване на «American Dream») - «Paradise» (2009; засноване на «Heaven») - «Samaritan» (2010; засноване на «Manhood») - «Honour Bond» (2010; засноване на «Corruption») | ITV                    |
| Юнайтед                    | - TV Film (2011) | BBC Two                |
| Бродчорч                   | Творець, 24 епізои: - Сезон 1 (2013) - Сезон 2 (2015) - Сезон 3 (2017) | ITV                    |
| Велике пограбування поїзда | - Телефільм (2013) | BBC One                |
| Вечірнє шоу Анта і Дека    | - 1 епізод (2016) | ITV                    |